# Nela la petite reporter
Pour les articles homonymes, voir Nela (homonymie).
Nela est une autrice et co-autrice polonaise de livres de voyage pour enfants et de programmes télévisés née en 2006,.

## Biographie
Son surnom est lié à la série de livres pour enfants qu'elle écrit avec l'aide éditoriale de ses parents (certains sont coécrits par Monika Ćwiek). Nela la petite reporter est la protagoniste et la narratrice d'une série de livres de voyage décrivant les expéditions d'une petite fille dans des pays exotiques,.
Le premier livre de la série est publié en 2014. La même année, elle apparaît dans une émission de télévision portant le même titre, diffusée par TVP1 et plus tard par TVP ABC.
En outre, elle anime un programme hebdomadaire sur Polskie Radio RDC (pl) de 2016 à 2017.
Par décision du ministère de l'éducation nationale polonais en 2016, son livre Nela na kole podbiegunowym a été inclus en 2017 dans le canon de lecture des écoles polonaises en tant que lecture complémentaire en huitième année de l'école primaire,.
Son livre Nela na Wyspie Kangura est reconnu, entre autres, par l'ambassadeur d'Australie en Pologne, Lloyd Brodrick, qui place sur la première page un remerciement à Nela et aux enfants polonais pour « leurs témoignages de sympathie et de soutien [...], ainsi que des vœux pour la reconstruction de beaux endroits après les incendies de 2019/2020 ».
En 2019, elle est ambassadrice informelle du stand interactif du ministère des Affaires étrangères et la Commission européenne créé pour les enfants et les jeunes au Salon international de l'humanitaire à Varsovie.
En 2020, Monika Ćwiek crée la fondation The Adventure Starts Here Foundation, dans celle-ci Nela développe des projets liés à l'environnement, aux animaux et à la protection du patrimoine naturel,. À l'initiative de Nela et de la fondation, une journée de premiers soins pour les animaux sauvages et domestiques est organisée le 2 juin, créée dans le cadre de la campagne sociale #Bouche-Bouche (en polonais : #Usta-Pysk) menée par la fondation,,,. Lors de cette journée, des événements éducatifs sont organisés sur la manière de prodiguer les premiers soins aux animaux.

## Publications
- (pl) 10 niesamowitych przygód Neli, Burda NG Polska, coll. « Nela Mała Reporterka », 2014 (ISBN 978-83-7596-529-2)
- (pl) Nela na 3 kontynentach: podróże w nieznane, Burda NG Polska, 2014 (ISBN 978-83-7596-603-9)
- (pl) Nela i tajemnice świata, Burda NG Polska, coll. « Podróże Neli », 2015 (ISBN 978-83-7596-607-7)
- (pl) Nela na tropie przygód, Burda NG Polska, coll. « Nela Mała Reporterka », 2015 (ISBN 978-83-7596-620-6)
- (pl) Śladami Neli przez dżunglę, morza i oceany, Burda NG Polska, 2016 (ISBN 978-83-7596-626-8)
- (pl) Nela na kole podbiegunowym, Burda NG Polska, 2016 (ISBN 978-83-7596-642-8)
- (pl) Nela i skarby Karaibów, Burda NG Polska, coll. « Podróże Neli / Nela Mała Reporterka », 2017 (ISBN 978-83-7596-647-3)
- (pl) Nela i tajemnice oceanów, Burda NG Polska, 2017 (ISBN 978-83-7596-644-2)
- (pl) Nela i polarne zwierzęta, Burda Publishing Polska, 2017 (ISBN 978-83-8053-309-7)
- (pl) Nela na wyspie rajskich ptaków, Burda Publishing Polska, coll. « Podróże Neli / Nela Mała Reporterka », 2018 (ISBN 978-83-8053-366-0)
- (pl) Nela i sekrety dalekich lądów, Burda Publishing Polska, 2018 (ISBN 978-83-8053-454-4)
- (pl) Nela i wyprawa do serca dżungli, Burda Media Polska, 2018 (ISBN 978-83-8053-482-7)
- (pl) Nela i kierunek Antarktyda, Burda Książki - Burda Media Polska, 2019 (ISBN 978-83-8053-559-6)
- (pl) Nela w krainie orek, Burda Media Polska Sp. z o.o, coll. « Podróże Neli / Nela Mała Reporterka », 2019 (ISBN 978-83-8053-644-9)
- (pl) Nela na Wyspie Kangura, Wilson Media Grupa Filmowo-Wydawnicza, 2020 (ISBN 978-83-954789-0-1, OCLC 1164100072, lire en ligne)
- (pl) Nela i wyprawa w morskie głębiny, Wilson Media Grupa Filmowo-Wydawnicza, 2021 (ISBN 978-83-954789-3-2)
- (pl) Nela w krainie wombatów, Wilson Media Grupa Filmowo-Wydawnicza, 2021 (ISBN 978-83-954789-5-6)
- (pl) Nela na tropie szopów praczy, Wilson Media Grupa Filmowo-Wydawnicza, 2022 (ISBN 978-83-954789-7-0)
- (pl) Nela i wrota do Amazonii, Willson Media Monika Ćwiek, 2022 (ISBN 978-83-954789-8-7)
- (pl) Nela w krainie tysięcy wysp, Willson Media Monika Ćwiek, 2023 (ISBN 978-83-954789-9-4)

## Récompenses et distinctions
Elle remporte quatre prix Empik Bestseller, :
- 2015 : pour Nela i tajemnice świata (elle est la première personne à obtenir ce prix à un si jeune âge)[17],[18]
- 2016 : dans la catégorie « Littérature jeunesse » pour Śladami Neli przez dżunglę, morza i oceany[19]
- 2017 : pour Nela i skarby Karaibów
- 2018 : pour Nela na wyspie rajskich ptaków

En 2017, elle reçoit le prix Traveler pour sa série de livres de voyage pour enfants
En 2018, son film Laguna śpiewających wielorybów est présenté au Japan Prize, concours international des médias éducatifs au Japon.